# Heraclia rufoides
Heraclia rufoides là một loài bướm đêm trong họ Noctuidae.